# Carlo Canevini
Carlo Canevini (Milano, 6 agosto 1902 – Milano, 7 giugno 1968) è stato un cestista italiano.

## Carriera
È stato tra i protagonisti dei successi degli Assi Milano negli anni venti: ha giocato con la società milanese dal 1921 al 1930, vincendo sei scudetti.
È stato anche tra i pionieri della nazionale maschile, con cui ha giocato le prime due partite: Italia-Francia 23-17 (il 4 aprile 1926, 9 punti) e Francia-Italia 18-22 (18 aprile 1927, 12 punti).
Nel dicembre 1929 giocò con la maglia dell'A.S. Ambrosiana un'amichevole contro una selezione catalana a Barcellona.
Il 19 novembre 1930 fu autorizzato dalla FIPAC a cambiare squadra.

## Statistiche

### Cronologia presenze e punti in Nazionale
| Cronologia completa delle presenze e dei punti in Nazionale - Italia | Cronologia completa delle presenze e dei punti in Nazionale - Italia | Cronologia completa delle presenze e dei punti in Nazionale - Italia | Cronologia completa delle presenze e dei punti in Nazionale - Italia | Cronologia completa delle presenze e dei punti in Nazionale - Italia | Cronologia completa delle presenze e dei punti in Nazionale - Italia | Cronologia completa delle presenze e dei punti in Nazionale - Italia | Cronologia completa delle presenze e dei punti in Nazionale - Italia |
| Data                                                                 | Città                                                                | In casa                                                              | Risultato                                                            | Ospiti                                                               | Competizione                                                         | Punti                                                                | Note                                                                 |
| -------------------------------------------------------------------- | -------------------------------------------------------------------- | -------------------------------------------------------------------- | -------------------------------------------------------------------- | -------------------------------------------------------------------- | -------------------------------------------------------------------- | -------------------------------------------------------------------- | -------------------------------------------------------------------- |
| 04/04/1926                                                           | Milano                                                               | Italia                                                               | 23 - 17                                                              | Francia                                                              | Amichevole                                                           | 9                                                                    | [ 5 ]                                                                |
| 18/04/1927                                                           | Parigi                                                               | Italia                                                               | 22 - 18                                                              | Francia                                                              | Amichevole                                                           | 12                                                                   | [ 5 ]                                                                |
| Totale                                                               |                                                                      | Presenze                                                             | 2                                                                    |                                                                      | Punti                                                                | 21                                                                   |                                                                      |

## Palmarès
- Campionato italiano: 6

ASSI Milano: 1921, 1922, 1924, 1925, 1926, 1927